# Robert Easton
Robert Easton Burke (* 30. November 1930 in Milwaukee, Wisconsin; † 16. Dezember 2011 in Toluca Lake, Kalifornien) war ein US-amerikanischer Schauspieler und Dialekt-Trainer.

## Leben
Robert Easton Burke war der Sohn von Mary Easton, geborene Kloes, und John Edward Burke. Im Alter von sieben Jahren ließen sich seine Eltern scheiden und er zog mit seiner Mutter nach San Antonio, Texas. Später legte er seinen Nachnamen Burke ab, um sich stärker von seinem Vater zu distanzieren. 1945 debütierte er als Schauspieler in der Radioshow Quiz Kid. Später studierte er an der University of Texas. Sein Filmdebüt gab Easton in dem 1949 erschienenen und von William Castle inszenierten Kriminalfilm Tödlicher Sog an der Seite von John Russell und Dorothy Hart.
Während seiner Kindheit litt er am Stottern und es fiel ihm einfacher andere Dialekte zu sprechen als seinen eigenen. Daher interessierte er sich schon immer stark für Phonetik. Zu diesem Zweck studierte er am University College London. Später wurde er häufiger als Dialekttrainer engagiert. Er wurde von vielen bekannten Schauspielern für ihre gespielten Akzente engagiert. So half er Al Pacino mit seinem kubanischen Akzent für Scarface, Robert Duvall mit einem Virginia-Dialekt für Gods and Generals und Arnold Schwarzenegger für seinen russischen Dialekt für seine Rolle in Red Heat. Außerdem half er Forest Whitaker für seine mit einem Oscar und Golden Globe Award ausgezeichnete Darstellung in Der letzte König von Schottland – In den Fängen der Macht mit seinem ugandischen Dialekt. Später lehrte er auch an der UCLA und der University of Southern California.
Easton war vom 18. März 1961 bis zu ihrem Tod am 2. April 2005 mit der Engländerin June Bettine Grimstead verheiratet. Sie hatten eine gemeinsame Tochter.

## Filmografie (Auswahl)
- 1949: Tödlicher Sog (Undertow)
- 1951: Die rote Tapferkeitsmedaille (The Red Badge of Courage)
- 1951: Verschwörung im Nachtexpress (The Tall Target)
- 1951: Grund zur Aufregung (Cause for Alarm!)
- 1951: Trommeln im tiefen Süden (Drums in the Deep South)
- 1951: Trommeln der Wildnis (Savage Drums)
- 1952: Im Dutzend heiratsfähig (Belles on Their Toes)
- 1952: Casanova wider Willen (Dreamboat)
- 1953: Eine abenteuerliche Frau (Take Me to Town)
- 1956: Teufelskommando – Marinekorps „Pantherkatze“ schlägt zu (Hold Back the Night)
- 1957: Corky und der Zirkus (Circus Boy) (Fernsehserie, 1 Folge)
- 1962: Wir alle sind verdammt (The War Lover)
- 1963: Flieg mit mir ins Glück (Come Fly with Me)
- 1965: Tod in Hollywood (The Loved One)
- 1966: Krieg der Spione (One of Our Spies Is Missing)
- 1971: Johnny zieht in den Krieg (Johnny got his Gun)
- 1975: Angriff der Riesenspinne (The Giant Spider Invasion), auch Mitwirkung am Drehbuch
- 1975: Die Sieben vom Holzfällercamp (Timber Tramps)
- 1977: Elliot, das Schmunzelmonster (Pete's Dragon)
- 1977: Uncas, der letzte Mohikaner (The Last of the Mohicans, Fernsehfilm)
- 1983: Einladung zur Hochzeit (Invitation to the Wedding)
- 1986: Tai-Pan (Tai-Pan)
- 1987: Ein chinesisches Schlitzohr (Harry's Hong Kong)
- 1989: Georg Elser – Einer aus Deutschland
- 1991: Star Trek VI: Das unentdeckte Land (Star Trek VI: The Undiscovered Country)
- 1992: Friedhof der Kuscheltiere II (Pet Sematary II)
- 1992: Immer Ärger mit Robbie (Little Sister)
- 1993: Die Beverly Hillbillies sind los! (The Beverly Hillbillies)
- 1998: Mit aller Macht (Primary Colors)